# Baillons lipvis
De Baillons lipvis (Symphodus bailloni) is een straalvinnige vis uit de familie van lipvissen (Labridae) en behoort tot de orde van baarsachtigen (Perciformes).

## Beschrijving
De volwassen vis is gemiddeld 18 cm en kan een lengte bereiken van 20 cm. De lange rugvin heeft 14 of 15 stekels en 9-11 vinstralen en de aarsvin drie stekels en 9-11 vinstralen. De kleur is variabel en daarom is het onderscheid met andere lipvissen zoals de zwartooglipvis zeer lastig. Meestal zijn de vissen groenbruin. Verder donkere vlekken op de rugvin daar waar de stekels overgaan in vinstralen en bij de staartwortel. De vis werd lang beschouwd als een kleurvariëteit van de zwartooglipvis.

## Leefomgeving
De Baillons lipvis is een zoutwatervis. De vis leeft hoofdzakelijk in het oostelijke deel van de Atlantische Oceaan van de Britse Eilanden tot Mauretanië. Bovendien komt de Baillons lipvis voor in de westelijke helft van de Middellandse Zee, aan de Spaanse oostkust en de Balearen. De vis leeft op een diepte tussen de 1 en 50 m onder het wateroppervlak, vooral langs rotskusten en zeebodems met wiervelden. 

## Relatie tot de mens
De vis is door zijn formaat niet interessant voor zeehengelaars. De Baillons lipvis is zeldzaam in het kustwater van de Lage Landen, maar is lastig met het blote oog te onderscheiden. 